# Friedrich Buchholz
Paul Ferdinand Friedrich Buchholz, född 5 februari 1768 i Alt Ruppin, död 24 februari 1843 i Berlin, var en tysk historiker och skriftställare.
Buch var lärare vid riddareakademien i Brandenburg. Han är mest känd för sin Geschichte der europäischen Staaten seit dem Frieden von Wien (1814–1837).